# William Charles Wells
Pour les articles homonymes, voir William Wells et Wells.
William Charles Wells (1757-1817) est un médecin et scientifique écossais.
Né à Charleston (Caroline du Sud) d'une famille écossaise, il servit d'abord en Hollande dans l'armée britannique comme chirurgien d'un régiment écossais. Après la guerre d'indépendance des États-Unis, emprisonné et banni comme loyaliste, il s'installa à Londres en 1788 pour exercer la médecine. En 1792, il fut reçu membre de la Royal Society.
On lui doit un Traité sur la rosée (1814), qui lui valut la médaille Rumford.
Mais il est essentiellement passé à la postérité pour avoir émis en 1813, avant Charles Darwin, l'hypothèse, dans une étude consacrée à la couleur de la peau dans les races humaines, de la sélection naturelle comme mécanisme évolutif, travaux qui n'eurent à leur époque aucun retentissement.